# János György Szilágyi
János György Szilágyi (* 16. Juli 1918 in Budapest, Österreich-Ungarn; † 7. Januar 2016) war ein ungarischer Klassischer Archäologe, der in seinen Werken vielfach philologische und archäologische Kenntnisse miteinander verband. Szilágyi war von 1951 bis 1992 Direktor der Antikensammlung des Budapester Museums der Schönen Künste. Er war Träger der höchsten staatlichen Auszeichnung in Ungarn, des Kossuth-Preises.

## Leben und Werk
Zwischen 1936 und 1940 studierte Szilágyi an der Königlichen Péter-Pázmány-Universität in Budapest. Zu seinen Lehrern zählten Karl Kerényi und Andreas Alföldi, zu seinen Kommilitonen Gábor Devecseri. Er beschloss dieses Studium mit einem Sprachdiplom in Latein und Ungarisch und wurde 1941 promoviert.
Seit 1947 arbeitete Szilágyi für die Antikensammlung des Budapester Museums der Schönen Künste. Von 1951 bis 1992 war Szilágyi Direktor der Antikensammlung, an der er auch nach seiner Pensionierung 1992 noch als Wissenschaftler tätig war. Während seiner jahrzehntelangen Tätigkeit organisierte Szilágyi ab 1948 im Museum viele wichtige Ausstellungen. Dazu zählte 1980 die mit vielen italienischen Leihgaben präsentierte Schau „Die Geburt Roms“, 1985 eine Präsentation der skythischen Kunst und 1989 die Ausstellung „Die Welt der etruskischen Kunst“. Als Honorarprofessor lehrte er an der Eötvös-Loránd-Universität in Budapest.
Zu seinen Spezialgebieten gehörten Forschungen zur antiken griechischen und römischen Literatur, der frühen griechischen und römischen Kunstgeschichte und Mythologie sowie der etruskischen Kultur. Darüber hinaus ist er ein international anerkannter Kenner der etrusko-korinthischen Vasenmalerei. So bearbeitete Szilágyi unter vielem anderen auch neuerworbene antike Gefäße für das Archäologische Institut der Universität zu Köln. Mit dem zweibändigen Werk Ceramica etrusco-corinzia figurata (1992–1998) legte er das Standardwerk zu diesem Thema vor.
Szilágyi war von 1953 bis 1957 Mitherausgeber der für Ungarn bedeutenden Zeitschrift Archeológiai Értesítő (Archäologische Mitteilungen) in Budapest und von 1954 bis 1985 Mitherausgeber der gleichfach in Budapest ansässigen Zeitschrift Antik tanulmányok (Studia Antiqua). Zwischen 1954 und 1957 und erneut von 1987 bis 1994 gab er die museumseigene Zeitschrift A Szépművészeti Múzeum Közleményei heraus.
Er war Mitglied bei verschiedenen nationalen und internationalen Institutionen, so etwa dem Istituto Nazionale di Studi Etruschi ed Italici als korrespondierendes Mitglied seit 1962, dem Deutschen Archäologischen Institut (korrespondierendes Mitglied seit 1963, ordentliches Mitglied seit 1985), der Ungarischen Gesellschaft für Altertumskunde (Magyar Ókortudományi Társaság – 1964–1979 Sekretär, 1979–1985 Vizepräsident, 1985–1991 Co-Präsident) und dem Istituto per la Storia e l’archeologia della Magna Grecia (Mitglied seit 1983).
Szilágyi erhielt zahlreiche Auszeichnungen für seine Verdienste, so die Jenő-Ábel-Medaille, die Flóris-Rómer-Medaille, die Ferenc-Móra-Medaille, den Kossuth-Preis (1991), den József-Eötvös-Kranz (1996), den Preis der Soros-Stiftung (1998, 2000) sowie das Verdienstkreuz der Republik Ungarn (2011).

## Publikationen (Auswahl)
Szilágyi verfasste mehr als 500 Publikationen für ungarische, italienische, französische, tschechische und amerikanische Fachzeitschriften und veröffentlichte auch in deutscher Sprache. Er gehörte seit ihrer Gründung zum redaktionellen Beirat des seit 1973 laufenden internationalen Forschungsprojekts Corpus Speculorum Etruscorum und des von 1981 bis 2009 erschienenen Nachschlagewerkes Lexicon Iconographicum Mythologiae Classicae (LIMC).
Zu seinen wichtigsten Publikationen gehören:
- Atellana. Tanulmányok az antik színjátszásról (Atellana. Studien zum antiken Drama). Budapest 1941 (= Dissertation).
- Görög művészet (Griechische Kunst). Budapest 1954.
- Griechisch-Römische Sammlung – Führer. Museum der Bildenden Künste, Budapest 1957.
- Etruszko-korinthosi vázafestészet (Etruskisch-Korinthische Vasenmalerei). Akadémiai Kiadó, Budapest 1975.
- mit Andreas Alföldi, Giacomo Manganaro: Römische Frühgeschichte. Kritik und Forschung seit 1964. In der Reihe: Bibliothek der klassischen Altertumswissenschaften. Universitätsverlag Carl Winter, Heidelberg 1976.
- Corpus Vasorum Antiquorum: Hongrie I, Budapest, Musée des Beaux-Arts, Fascicule I. Bonn und Budapest 1981.
- Paradigmák: Tanulmányok az antik irodalomról és mitológiáról (Paradigmen: Studien zur antiken Literatur und Mythologie). Verlag Magvető, Budapest 1982. ISBN 963-271-692-2.
- Legbölcsebb az idő: Antik vázák hamisítványai (Die Zeit zeigt es: Gefälschte antike Vasen). Corvina, Budapest 1987. ISBN 963-13-2537-7.
- Ceramica etrusco-corinzia figurata. Band 1–2. Verlag Leo S. Olschki, Florenz 1992, 1998. ISBN 88-222-3954-7.
- mit Jan Bouzek: Hongrie et Tchécoslovaquie (Corpus Speculorum Etruscorum). L’Erma di Bretschneider, Rom 1992, ISBN 88-7062-774-8.
- Antik Gyűjtemény. Vezető az Antik Gyűjtemény állandó kiállításához (Antikensammlung: Ein Führer durch die ständige Ausstellung der Antikensammlung). Szépművészeti Múzeum, Budapest 2002.
- Pelasg ősök nyomában. Magyar ásatás az Appenninekben 1861-ben. Szépművészeti Múzeum. Atlantisz, Budapest 2002. ISBN 978-963-9165-67-0.
  - englisch: In search of Pelasgian ancestors. The 1861 Hungarian excavations in the Apennines. Atlantisz Publishing House, Budapest 2004. ISBN 963-9165-75-1.
- Szirénzene – Ókortudományi tanulmányok (Sirenenmusik – Studien zur Alten Geschichte). Osiris Kiadó, Budapest 2005. ISBN 963-389-729-7.